# Simulium cormonsi
Simulium cormonsi är en tvåvingeart som beskrevs av Peter Wolfgang Wygodzinsky 1971. Simulium cormonsi ingår i släktet Simulium och familjen knott.
Artens utbredningsområde är Venezuela. Inga underarter finns listade i Catalogue of Life.